# Галилео Галилей (фильм)
«Галилео Галилей» (другое название — «Галилео») (болг. Галилео Галилей, итал. Galileo) — художественный фильм совместного болгарско-итальянского производства, снятый режиссёром Лилианой Кавани в 1968 году.

## Сюжет
Биографический итало-болгарский фильм о великом физике и астрономе эпохи Возрождения Галилео Галилее.
Смиренный учёный Галилей из Падуи доказывает, что Земля вращается и что она не является центром Вселенной. Независимость его мышления и резкая оппозиционность по отношению к учению Аристотеля способствуют формированию агрессивного кружка его противников, у него мало сторонников и много врагов. Когда Джордано Бруно умер мученической смертью, Галилей воскликнул: «Наука нуждается в учёных, а не в мучениках!». Галилей, в ореоле своей славы, решает отправиться в Рим, надеясь убедить Папу, что коперниканство вполне совместимо с католицизмом. Чтобы сохранить свои открытия и продолжить исследования, он пытается примириться с церковью, но его попытка не увенчалась успехом. Непонятый современниками, Галилей страдает от трагической изоляции лучших людей своего времени…
Фильм о противостоянии науки и религии — или, в более широком смысле, свободомыслия и догматического учения.

## В ролях
- Сирил Кьюсак — Галилео Галилей (советский дубляж — Михаил Глузский)
- Георгий Калоянчев — Джордано Бруно (советский дубляж — Владимир Ферапонтов)
- Георги Черкелов — Николини, тосканский посланник (советский дубляж — Аркадий Толбузин)
- Николай Дойчев — Беллармин, великий инквизитор Католической церкви
- Мирослав Миндов — Кардинал Борджиа (советский дубляж — Константин Тыртов)
- Невена Коканова — Марина, возлюбленная Галилея (советский дубляж — Татьяна Самойлова)
- Михаил Михайлов — Паоло Сарпи
- Джиджи Баллиста — прокурор-доминиканец
- Лу Кастель — молодой монах Ватикана
- Пьеро Вида — Папа Урбан VIII
- Анна-Мария Герарди — Джованна
- Мила Димитрова — мать Галилея
- Паоло Грациози — Бернини
- Серджо Джибелло
- Борис Арабов
- Джулио Броджи — Сагредо (советский дубляж — Эдуард Изотов)
- Владимир Давчев — священник
- Майя Драгоманская — дочь Галилея (советский дубляж — Микаэла Дроздовская)
- Динко Динев — Гринбергер
- Витторио Дузе
- Джон Карлсен
- Клаудио Кассинелли
- Мария Кумани Квазимодо — богатая вдова
- Жан Ружёль — Папа Павел V
- Макс Турилли — Аквапенденте, профессор анатомии
- Николай Узунов — Кардинал Феличе Чентини
- Данте Кона
- Пламен Чаров
- Серджо Финкато

Фильм, первоначально снятый для телевидения, был запрещён итальянской цензурой, которая посчитала его антиклерикальным и никогда не транслировала на ТВ, позже фильм нашёл дистрибьютора и вышел на экраны кинотеатров.
Фильм «Галилео Галилей» участвовал в конкурсном показе на XXIX Венецианском кинофестивале (1968).
В СССР фильм был показан с дубляжом киностудии «Мосфильм». Дублированная для советского проката версия короче оригинала на десять минут.
- Режиссёр дубляжа — Татьяна Березанцева
- Звукооператор — Нинель Калениченко
- Автор русского текста — Н. Герман
- Редактор — Лидия Балашова.

## Награды
- «Premio Cineforum» (1968)